# Skupina javorů Ždánov
Skupina javorů Ždánov jsou památné stromy na místě zaniklé osady Ždánov, jižně od vsi Nezdice na Šumavě a severovýchodně od Kašperských Hor. Dva zdravé javory kleny (Acer pseudoplatanus) rostou na rozcestí na červené turistické trase ze Sušice na Královský kámen, v lesním oddíle č. 249 na jihozápadním svahu hory Ždánov, v nadmořské výšce 930 m. Jejich kmeny mají obvod 300 a 275 cm, koruny dosahují shodně do výšky 24 m (měření 1992). Oba kleny jsou chráněny od roku 1992 pro svůj vzrůst a jako krajinná dominanta.

## Stromy v okolí
- † Albrechtický topol
- Buk na Ždánově (140 m sv.)
- Javor klen v Podlesí (5,2 km jz.)
- Lípa na Podlesí (4,9 km jz.)
- Lípa v Albrechticích (5,7 km ssz.)
- Lípy na Červené (3,3 km j.)
- Radešovská lípa (5,9 km z.)
- Skupina lip na Podlesí (5,1 km jz.)
- Smrk pod Studeneckým lesem (4,8 km jv.)
- Šebestovská lípa (5,0 km jv.)
- Ždánovská lípa (580 m jz.)